# يو إف سي ليلة القتال: شوغون ضد هندرسون 2
يو إف سي ليلة القتال: شوغون ضد هندرسون 2 (بالإنجليزية: UFC Fight Night: Shogun vs. Henderson 2)‏ (المعروف أيضًا باسم يو إف سي ليلة القتال 38) هو حدث لفنون القتال المختلطة نظمته يو إف سي، وأُقيم في 23 مارس 2014، على جيناسيو نيليو دياس في ناتال، البرازيل.